# Адапален / бензоїлпероксид
Адапален / бензоїлпероксид, що продається під торговою маркою Epiduo, серед інших, — це комбінований препарат з фіксованою дозою для лікування вульгарних вугрів. Це комбінація ретиноїду адапалену та бензоїлпероксиду.
Існують дженерики цього препарату. У 2022 році це був 292-й за частотою призначення препарат у Сполучених Штатах, з більш ніж 400 000 рецептів.

## Медичне використання
Адапален / бензоїлпероксид показаний для місцевого лікування вульгарних вугрів.

## Побічні ефекти
До поширених побічних ефектів належать наступні:
- Почервоніння шкіри
- Масштабування
- Суха шкіра
- Контактний дерматит
- Подразнення шкіри
- Пекучий
- Горіння

## Дослідження
Метааналіз клінічних досліджень показав, що ця комбінована терапія є ефективнішою, ніж будь-який з її інгредієнтів окремо.
Було досліджено використання адапалену / бензоїлпероксиду в комбінації з пероральними антибіотиками (лімецикліном). Комбінація добре переносилася та показала покращений рівень успішності лікування порівняно з тими, хто отримував лише антибіотики (47,6 % проти 33,7 %, P = 0,002).